# This Present Wasteland
This Present Wasteland es el noveno álbum de estudio de la banda estadounidense de heavy metal Metal Church, publicado en 2008 por SPV/Steamhammer Records. Esta es la primera grabación con el guitarrista Rick Van Zandt —compañero del vocalista Ronny Munroe en Rottweiller— quien reemplazó a Jay Reynolds. 
En su primera semana de lanzamiento vendió 920 copias en los Estados Unidos y debutó en el puesto 121 en la lista indie de la revista Billboard.

## Comentarios de la crítica
This Present Wasteland logró reseñas mixtas a negativas por parte de la crítica especializada. Alex Henderson de Allmusic señaló que no era esencial en su discografía, pero era un claro esfuerzo de demostrar la capacidad de Kurdt Vanderhoof por mantener la banda fiel a su estilo, ya que él se asegura de que su sonido «esté vivo y bien en pistas atractivas como "Breathe Again", "Monster", "A War Never Won" y "The Company of Sorrow"». Keith Carman de Exclaim! crítico el desempeño de Ronny Munroe considerándolo un clon de Bruce Dickinson. También indicó que el álbum «está sumido en más canturreos, riffs comunes y ritmos de medio tiempo que cualquier otra cosa realmente atractiva». Björn Thorsten Jaschinski de la alemana Rock Hard mencionó que su sonido era una reminiscencia a los años ochenta con tempos lentos, riffs clásicos y voces ásperas. No obstante, recalcó que «la mayoría de las canciones están bien, pero su estado de ánimo pesimista te desanima».

## Lista de canciones
Todas las canciones escritas por Ronny Munroe y Kurdt Vanderhoof, a excepción de «Monster», escrita solo por este último

| N.º | Título                   | Escritor(es) | Duración |  |
| 1.  | «The Company of Sorrow»  |              | 6:37     |  |
| 2.  | «The Perfect Crime»      |              | 4:37     |  |
| 3.  | «Deeds of a Dead Soul»   |              | 8:27     |  |
| 4.  | «Meet Your Maker»        |              | 5:35     |  |
| 5.  | «Monster»                |              | 6:25     |  |
| 6.  | «Crawling to Extinction» |              | 4:11     |  |
| 7.  | «A War Never Won»        |              | 5:33     |  |
| 8.  | «Mass Hysteria»          |              | 4:41     |  |
| 9.  | «Breathe Again»          |              | 5:23     |  |
| 10. | «Congregation»           |              | 5:52     |  |

## Músicos
- Ronny Munroe: voz
- Kurdt Vanderhoof: guitarra, melotrón y sintetizador
- Rick Van Zandt: guitarra
- Steve Unger: bajo
- Jeff Plate: batería

Músicos invitados
- Angus Clark: solo de guitarra en «Monster»
- Chris Caffery: solo de guitarra en «Mass Hysteria»
- Matt Leff: solo de guitarra en «Congregation»